# Rodolfo Siviero
Rodolfo Siviero (Guardistallo, 24 dicembre 1911 – Firenze, 26 ottobre 1983) è stato un agente segreto, storico dell'arte e intellettuale italiano, noto soprattutto per la sua importante attività di recupero delle opere d'arte trafugate dall'Italia nel corso della seconda guerra mondiale.

## Biografia

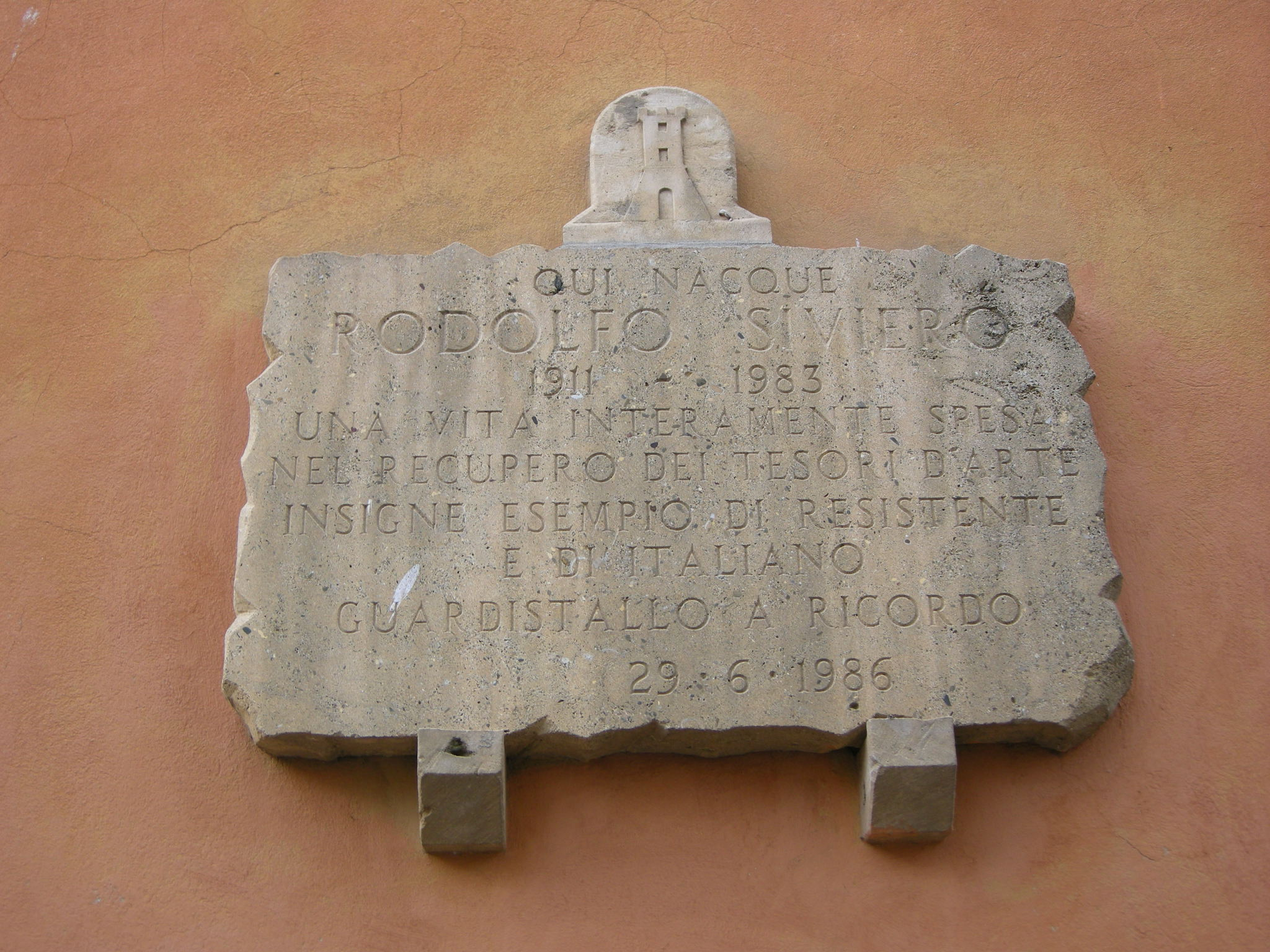
Targa sulla casa nativa di Siviero a Guardistallo (PI)

Siviero in una foto degli anni trenta

Figlio del veneziano Giovanni – sottufficiale dei Carabinieri e comandante della stazione di Guardistallo – e della maremmana, di San Martino sul Fiora, (Gr) Caterina Bulgarini, si trasferisce dalla provincia di Pisa a Firenze nel 1924. Prosegue gli studi in ambito artistico-letterario all'Università di Firenze con l'obiettivo di diventare un critico d'arte. Intorno agli anni trenta diventa agente segreto dell Servizio Informazioni Militare italiano. Aderisce al fascismo con la convinzione che solo un regime totalitario possa rivoluzionare il paese per renderlo migliore. Nel 1937 parte alla volta di Berlino – sotto la copertura di una borsa di studio in storia dell'arte – per raccogliere informazioni sul regime nazista.
Dopo l'8 settembre 1943 Siviero si schiera con il fronte antifascista. Si occupa prevalentemente di monitorare il corpo militare nazista detto Kunstschutz, corpo istituito originariamente con lo scopo di proteggere il patrimonio culturale dai danni della guerra, ma che sotto le direttive naziste si occupava di trafugare dall'Italia verso la Germania il maggior numero di opere d'arte. Nella casa dello storico dell'arte ebreo Giorgio Castelfranco sul lungarno Serristori di Firenze – oggi nota come Casa Siviero – Siviero si occupa di coordinare alcune delle attività partigiane di intelligence.
Dall'aprile al giugno 1944 viene imprigionato e torturato dalle milizie fasciste di Mario Carità nella nota Villa Triste di via Bolognese, a Firenze. Resiste agli interrogatori e, grazie all'interessamento di alcuni ufficiali repubblichini che in realtà collaborano con gli alleati, viene rilasciato. Una volta liberato, "riesce a monitorare le operazioni del reparto del ‘Kunstchutz’, addetto al trafugamento delle opere d’arte, impedisce a Goering di mettere le mani sull'Annunciazione del Beato Angelico" e annota "i contenitori e i vagoni per il trasporto dei 200 capolavori prelevati dagli Uffizi, dal Duomo di Firenze e da altri musei e siti archeologici italiani".
Grazie ai meriti acquisiti nella Resistenza, nel 1946 il Presidente del Consiglio dei ministri Alcide De Gasperi nomina Siviero "Ministro plenipotenziario" affidandogli l'incarico di dirigere una missione diplomatica presso il governo militare alleato in Germania con lo scopo di stabilire il principio della restituzione delle opere trafugate all'Italia.
Riportate in Italia la maggior parte delle opere, Siviero – a partire dagli anni cinquanta – si occupa sistematicamente di ricercare, per conto del Governo, tutte le opere d'arte che vengono rubate ed esportate dall'Italia. Questa intensa attività, che gli vale il soprannome di "007 dell'arte", dura fino alla sua morte nel 1983. In questo periodo Siviero spesso denuncia la poca attenzione che le istituzioni governative dedicano al problema del recupero del patrimonio artistico.
Negli anni settanta diviene presidente dell'Accademia delle Arti del Disegno, fondata dal granduca Cosimo I de' Medici con la sovrintendenza di Giorgio Vasari e rimarrà tale, organizzando eventi di rilevanza internazionale per la tutela delle opere d'arte, fino al 1983 anno della sua morte. L'Accademia delle arti del disegno deve a lui la sua attuale sede, il mobilio, l'assetto presente. Così grande fu l'attaccamento di Siviero per questa istituzione che decise di essere sepolto nella cappella di San Luca dell'Accademia delle arti del disegno all'interno del convento della Santissima Annunziata di Firenze. L'Accademia ancora oggi conserva una parte del suo archivio e tutti i suoi diari.

## Attività di recupero e di preservazione

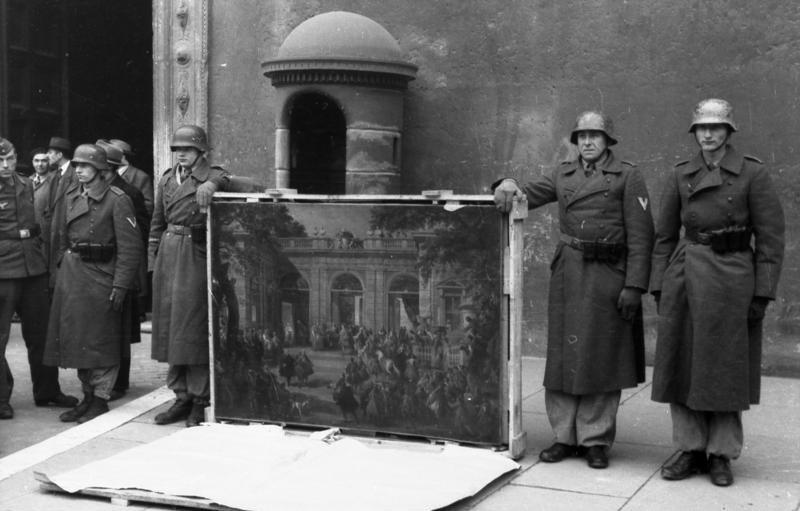
Roma (1944), soldati tedeschi della divisione Hermann Göring in posa di fronte a Palazzo Venezia prima dell'ingresso delle truppe alleate nella città

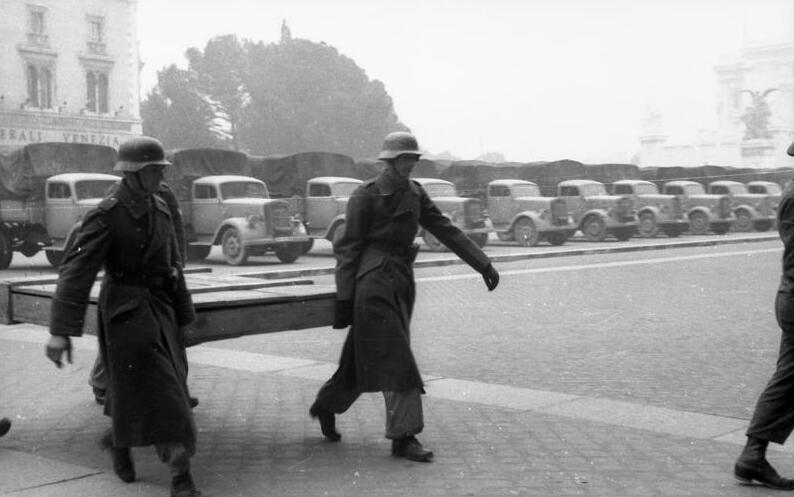
Roma (1943), soldati tedeschi trasportano casse piatte di legno contenenti opere d'arte prelevate nella Biblioteca del Museo Nazionale di Napoli durante la cerimonia di restituzione alla RSI

- Il salvataggio dell'Annunciazione del Beato Angelico è il più importante realizzato da Siviero durante l'occupazione tedesca. Nel 1944 Siviero viene a conoscenza della richiesta di Hermann Göring di entrare in possesso dell'opera d'arte e, con l'aiuto di due frati del convento di piazza Savonarola, riesce a nasconderlo ai militari tedeschi incaricati del prelievo. Attualmente il dipinto è conservato nel museo della basilica di Santa Maria delle Grazie a San Giovanni Valdarno.
- Durante l'occupazione nazista Siviero salva anche i quadri di proprietà di De Chirico prelevandoli con uno stratagemma dalla sua villa di Fiesole. De Chirico infatti è costretto a scappare insieme alla moglie a causa dei rastrellamenti nazisti. Tutti i dipinti vengono nascosti in un deposito della Soprintendenza.
- Il 3 luglio 1944 i tedeschi trafugano in Alto Adige oltre 200 dipinti della Galleria degli Uffizi che erano stati spostati in varie località della campagna fiorentina.[6] Tra il 25 luglio e l'11 agosto 1944 i militari tedeschi evacuano le sculture degli Uffizi, del Museo dell'Opera di Santa Maria del Fiore e di altri musei fiorentini per portarle in Alto Adige nel castello di Campo Tures.[6] Il servizio informativo di Siviero controlla questi movimenti contribuendo così al loro ritrovamento da parte degli alleati, che nel 1945 restituiscono a Firenze tutte le opere.
- Nel 1947 Siviero ottiene la restituzione delle opere dei musei napoletani che i tedeschi avevano trafugato nel 1943 dal deposito nell'Abbazia di Montecassino. Tra queste la Danae di Tiziano del Museo di Capodimonte che era stata regalata a Goering per il suo compleanno nel gennaio del 1944. Inoltre molte sculture del museo archeologico nazionale di Napoli. Tra queste l'Apollo di Pompei e l'Hermes di Lisippo.
- Il 16 novembre 1948 Siviero riesce a riportare in Italia il Discobolo detto "Lancellotti" (copia dell'originale greco di Mirone già di proprietà del principe Lancellotti) insieme ad altre 38 opere esportate illegalmente in Germania tra il 1937 e il 1943 con la complicità del regime fascista. Tra le più importanti: la Leda del Tintoretto e il Ritratto di Giovanni Carlo Doria a cavallo del Rubens.
- La Madonna con Bambino del Masaccio viene recuperata da Siviero una prima volta nel 1947 e successivamente il 9 aprile 1973 a seguito del suo furto avvenuto nel marzo 1971.
- Il 16 dicembre 1953 a Bonn Siviero firma un accordo con Friedrich Jantz che gli consente di riportare in Italia tutte le altre opere che erano state trafugate in Germania durante la seconda guerra mondiale.
- Nel 1963 Siviero recupera a Los Angeles le due tavolette raffiguranti le Fatiche di Ercole (Ercole e l'idra ed Ercole e Anteo) di Antonio del Pollaiolo, che non erano state ritrovate insieme agli altri capolavori degli Uffizi portati in Alto Adige, perché dei soldati tedeschi le avevano nascoste e poi erano state trafugate negli Stati Uniti.
- Tra le opere ritrovate da Siviero, la cui scomparsa non era legata agli eventi della seconda guerra mondiale, si ricordano i mosaici della basilica di Giunio Basso e l'Efebo di Selinunte rubato dal municipio di Castelvetrano da una banda di ladri e dopo molte peripezie ritrovato a Foligno.

## Selezione di opere

### Poesie
- Siviero, R. (1936) La selva oscura, Firenze, Le Monnier

### Monografie
- Siviero, R. (1948) Sulle opere d'arte italiane recuperate in Germania, Roma, Accademia nazionale dei Lincei
- Siviero, R. (a cura di) (1954) Gli ori e le ambre del museo nazionale di Napoli, Firenze, Sansoni
- Siviero, R. (1960) Viaggio nella Russia di Krusciov, Firenze, Sansoni
- Siviero, R. (1976) La difesa delle opere d'arte: testimonianza su Bruno Becchi, Firenze, Accademia delle Arti del Disegno (s.d.)
- Siviero, R. (1984) L'arte e il nazismo: esodo e ritrovo delle opere d'arte italiane, 1938-1963, Firenze, Cantini

### Cataloghi curati
- Siviero, R. (a cura di) (1950) Seconda Mostra Nazionale delle opere d'arte recuperate in Germania, Firenze, Sansoni
- Siviero, R. (a cura di) (1950) Second national exhibition of the works of art recovered in Germany, Firenze, Sansoni
- Siviero, R. (1964) Le statue dell'Universita inaugurate nel secondo centenario della restaurazione dell'Ateneo, 1764-1964, Sansoni, Firenze

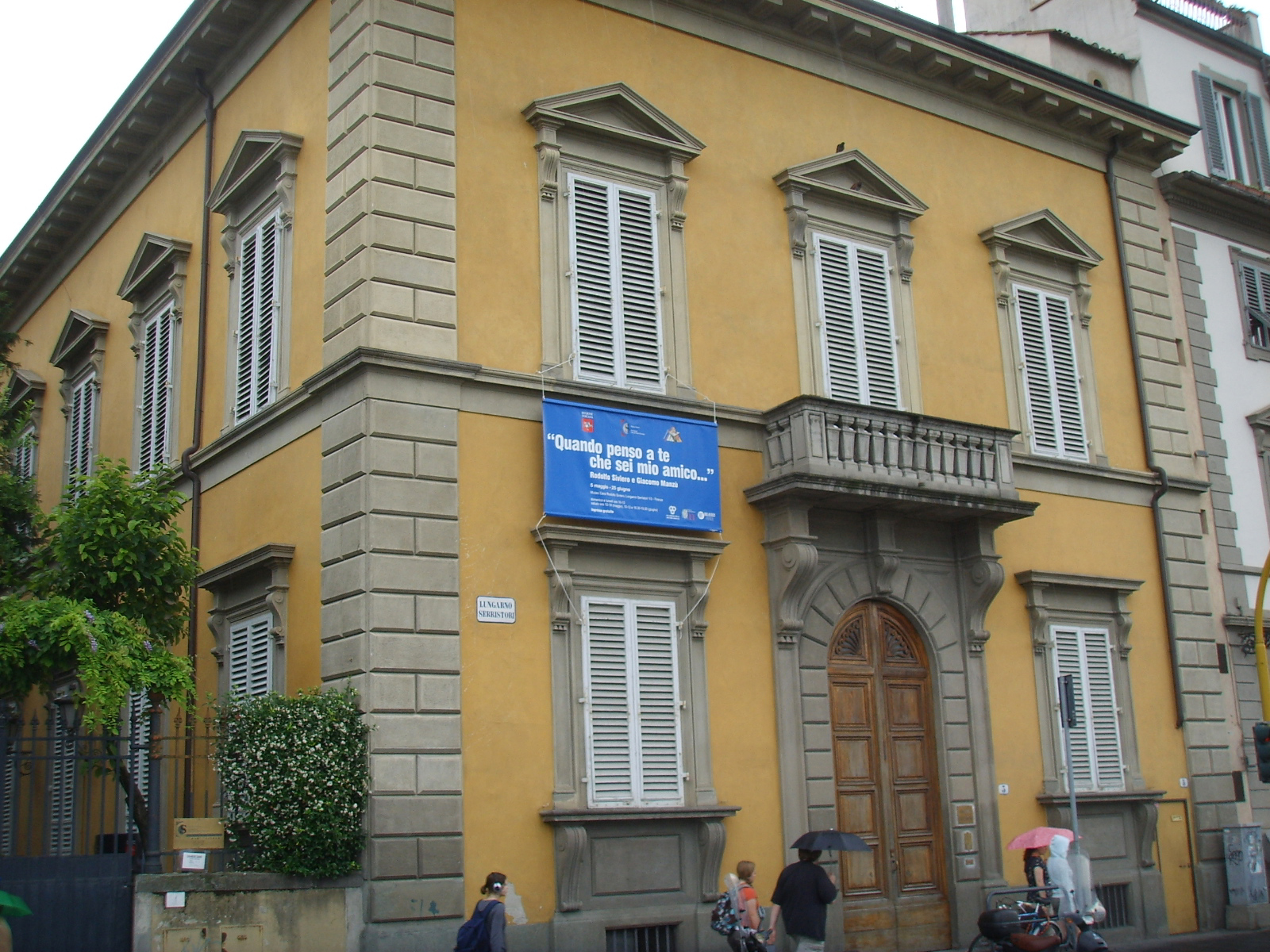
Casa Siviero

## Casa Siviero
Rodolfo Siviero lascia, per disposizione testamentaria, la sua casa e tutti i beni in essa contenuti alla Regione Toscana la quale, dopo 8 anni dalla sua morte, la trasforma in un museo. Dal 1998 il museo Casa Siviero è gestito dalla Regione Toscana in collaborazione con l'associazione "Amici dei Musei e dei Monumenti Fiorentini".
Il primo piano è aperto al pubblico mentre il secondo, che per volontà dello stesso Siviero era stato dato in usufrutto alla sorella, non è ancora agibile.